# D603 (Seine-et-Marne)
De D603 is een departementale weg in het Franse departement Seine-et-Marne ten oosten van Parijs. De weg bestaat uit twee delen. Het eerste korte deel vormt de randweg van Villeparisis. Het tweede deel loopt van Meaux naar het oosten tot de grens met Aisne. Daar loopt de weg als D1003 verder richting Reims.

## Geschiedenis
Tot 2006 was de D603 onderdeel van de N3. In dat jaar is de weg overgedragen aan het departement en omgenummerd tot D603.